# Tofana di Rozes
Die Tofana di Rozes (auch Vordere Tofana oder Tofana I) ist ein 3225 m s.l.m. hoher Berg in den Dolomiten in der italienischen Provinz Belluno. Mit ihrer berühmten Südwand bildet sie die eindrucksvollste, wenn auch niedrigste Erhebung der dreigipfeligen Tofane westlich von Cortina d’Ampezzo.

## Lage und Umgebung
Die Tofana di Rozes ist der südlichste der drei Tofana-Gipfel und von der Tofana di Mezzo durch die Forcella Fontananegra (2561 m) getrennt. In diesem Bereich liegen das Rifugio Giussani und das nicht mehr bewirtschaftete Rifugio Cantore. Im Westen trennt die Forcella Bois (2331 m) den Felskoloss vom Lagazuoistock, im Westen und Norden bildet das Val Travenanzes die Grenze zur Fanesgruppe. Von Norden gesehen erscheint der Berg als dreikantige Felspyramide, nach Süden zeigt er eine der imposantesten Wände der Dolomiten, die meist als Tofana Sud bezeichnet wird. Trotz der niedrigsten Gipfelhöhe ist der Berg gerade aufgrund dieser 800 Meter hohen Südwand das bekannteste Motiv der Tofane. Im unteren Wandabschnitt liegt mit der Grotta della Tofana eine mehrere Meter tiefe Höhle, die bereits von Paul Grohmann besucht wurde.

## Alpinismus
Die Erstbesteigung gelang am 29. August 1864 Paul Grohmann mit den Einheimischen Francesco Lacedelli, Angelo Dimai und Santo Siorpaes. Grohmann und Lacedelli hatten im Jahr zuvor bereits die Tofana di Mezzo erstbestiegen. Ähnlich wie bei deren Erschließung wählten sie den Anstieg aus der Forcella Fontananegra über die Nordostflanke, den heutigen Normalweg. Grohmann äußerte sich begeistert über die Aussicht vom Gipfel: 

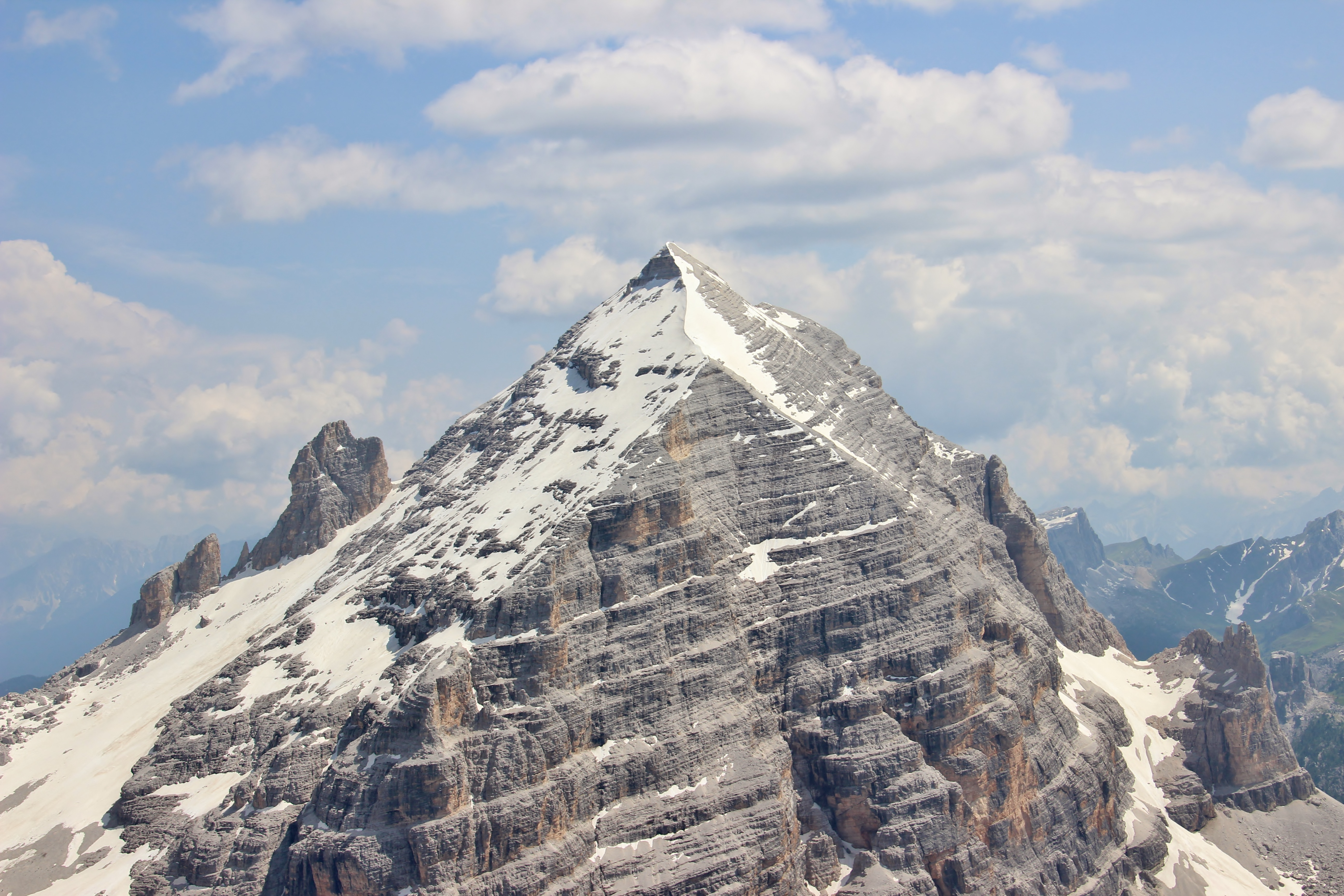
Tofana di Rozes von Norden: Der Normalweg verläuft über den oberen Nordwestgrat (Bildmitte links).

 „Ich bin kein Freund davon zur Schilderung einer Aussicht zahllose Bergspitzen herzuzählen, und unterlasse dieses auch hier, unvergesslich aber bleibt mir ein Detailbild der Rundsicht: die furchtbaren Schrofen der beiden anderen Tofanaspitzen in nächster Nähe, und zwischen diesen blickt weiter hinten der Gaisl vor, die Croda rossa der Ampezzaner; nur der oberste Theil, aber dieser blutroth, ein seltsamer Contrast gegen die grauen Kalkwände der Tofana!“
Im August 1901 meisterten Ilona und Rolanda von Eötvös mit Antonio Dimai, Giovanni Siorpaes und Agostino Verzi erstmals die kolossale Südwand. Die Via Eötvös-Dimai (IV) gilt heute als eine der klassischen Routen in den Dolomiten. Die durch wuchtige Pfeiler auffällig gegliederte Wand wurde im Laufe des 20. Jahrhunderts auf fast 30 verschiedenen Routen durchstiegen. Zu den bedeutendsten gehören etwa der zweite Pfeiler (Secondo Pilastro, VI), der 1946 von Ettore Constantini und Luigi Ghedina erstmals bewältigt wurde, oder 
die 1952 durch Walter Bonatti und P. Contini erschlossene Via delle Tridentina (ebenfalls VI). Weitere wichtige Erstbegehungen gelangen Angelo Dibona, Walter Stößer und Attilio Tissi.
Im Ersten Weltkrieg galt die Tofana di Rozes als besonders umkämpfter Berg. Am 22. Juli 1915 nahm eine Patrouille des dritten Jäger-Regiments im Deutschen Alpenkorps im Zuge der Ersten Dolomitenoffensive den  bis dahin unbesetzten Gipfel ein. Man konnte die Tofana I bis zum 18. September gegen die Italiener verteidigen.

## Aufstieg
Trotz der imposanten Erscheinung ist die Tofana di Rozes – sieht man von der Seilbahn-Erschließung der Tofana di Mezzo ab – von den drei Tofana-Gipfeln am leichtesten zu ersteigen. Dem Nicht-Kletterer bieten sich für den Aufstieg zur Tofana di Rozes zwei Möglichkeiten. 
- Der Normalweg führt vom Rifugio Giussani (2580 m) unschwierig über geröllbedeckten Fels zum Nordwestgrat und über diesen schließlich zum Gipfel. Firnreste sind im oberen Bereich keine Seltenheit.
- Eine zweite Variante bietet die 1967 eröffnete Via ferrata Giovanni Lipella (Schwierigkeit C/D). Diese wird zumeist vom Rifugio Angelo Dibona (2083 m) aus in Angriff genommen. Der Weg führt zunächst unter der mächtigen Südwand entlang zum Einstieg, wo gleich ein steiler Stollen durchquert werden muss. Danach verläuft der Steig an der Westseite des Berges Richtung Norden zu den Tre Dita (2694 m) und macht schließlich einen Knick nach Süden. Nach dem Ausstieg erreicht man den Normalweg und über diesen den Gipfel.[5]